# محوطه ده قاضی ۶
محوطه ده قاضی ۶ مربوط به هزاره سوم قبل از میلاد است و در شهرستان ایرانشهر، بخش بمپور، ۷/۲ کیلومتری غرب شهر بمپور واقع شده و این اثر در تاریخ ۳۰ بهمن ۱۳۸۶ با شمارهٔ ثبت ۲۱۱۶۶ به‌عنوان یکی از آثار ملی ایران به ثبت رسیده است.